# 忍びの国
『忍びの国』（しのびのくに）は、和田竜による日本の歴史小説。

## 概要
天正伊賀の乱を題材とした小説。2005年に「忍者モノの脚本を書いてほしい」という依頼があり執筆したシナリオを原案にして書かれたものである。そのシナリオは2017年にオリジナル脚本として出版された。
2009年には第30回吉川英治文学新人賞候補となり、同年坂ノ睦の作画によりコミカライズされた同名作品が『ゲッサン』（小学館）にて連載された。
2017年には大野智主演の映画版が公開された。
執筆にあたっては、天正伊賀の乱を伊賀側の視点で記述された『伊乱記』を中心に、伊勢側の視点で書かれた『勢州軍記』などの史料も参考にしている。

## あらすじ
天正4年（1576年）、北畠信雄は家臣の長野左京亮、日置大膳、柘植三郎左衛門と共に義父で元伊勢国司の北畠具教を討った。同じ頃、伊賀国では国人の百地三太夫と下山甲斐の小競り合いの最中であり、絶人の忍びと謳われる無門が甲斐の次男である次郎兵衛を討ち果たしていた。伊勢を落とした織田家と境を接することとなった伊賀は評定の末に織田家の軍門に下ることを決め、その決定を信雄に伝える使者として甲斐の長男平兵衛が選ばれた。次郎兵衛が殺されても平然としている父に内心反発していた平兵衛は、信雄に伊賀攻めを進言する。伊賀の出身で平兵衛と同様に伊賀者を「人間ではない」と唾棄していた三郎左衛門の進言もあって信雄は伊賀攻めを決め、手がかりとして伊賀の丸山城の再建をすすめることにした。織田方から使者が来ると聞き、三太夫と甲斐はほくそ笑む。彼らの目的は織田軍に勝ったという箔を付けることで下人たちの雇い口と収入を増やすことであり、平兵衛の裏切りは2人の策だったのだ。信雄が抱える最大の戦力である大膳は旧主である具教を弑した事で信雄との間に遺恨があり、また伊賀の忍びを武士以下と見下していたため参戦を拒む。三郎左衛門は銭に目がなく情のない伊賀者の習性を過信し、織田方が供出した大金に三太夫たちが飛びついたと思い込んでいた。これらのことも全ては伊賀の忍びが得意中の得意とする心を読み操る「無門の一関」なる業によるものであった。天正6年（1578年）、計画通り織田方の資金で城を再建し、三郎左衛門が伊賀者を城に閉じ込めて攻めようという目論見の上を行き、完成させたところで三太夫は城を焼き払い、織田方に痛撃を与えた。
天正7年（1579年）、とうとう織田方が攻めてくるという。自衛のための戦なので銭は出ないということに下人たちは反発し、半数が逃散すると決めた。その状態では勝てるわけはなく、戦自体を止めるしかないと考えた無門は織田方に直談判に行くが、大膳との談判はうまくいかず、田丸城に忍び込み信雄の寝込みを襲うが失敗。あまつさえ不参戦を決め込んでいた大膳に「無門の一関」を悟られ、信雄との不和を利用されていた事に気づいた大膳は信雄と和解し参戦に転じてしまう。1万余の軍勢での伊賀攻めが始まり、数の上でも装備の上でも劣るうえに大膳の剛勇も加わり、伊賀者は劣勢に立たされる。そのころ他の下人と一緒に伊賀を出ようとしていた無門は「なぜ逃げねばならぬのか」と不機嫌になるお国の様子を見て思い直し、ひょんなことで入手した北畠家の家宝の茶入「小茄子」を元手に「雑兵首には十文、兜首には十貫、信雄が首には五千貫を払う」と下人たちに伝え、形勢逆転をはかる。銭が出るとわかった下人たちの勢いはすさまじく、なりふり構わない戦いぶりに織田軍は総崩れとなり伊勢へと敗走した。田丸城に侵入して信雄を討とうとした無門だったが、平兵衛に阻まれる。「川」という伊賀の決闘手段で平兵衛を倒したが、決闘の前に平兵衛が語った話で十二家評定衆への怒りを募らせていた無門は、信雄のことはいったん置いて伊賀に取って返した。そして十二家評定衆を糾弾し刃を向けた。「無門を討ち取った者は生涯夫役を免じる」という下知が出され無門は下人たちに囲まれる。その時お国が無門をかばって命を落とし、自らの愚かさに気づいた無門は伊賀から姿を消した。
三太夫の思惑通り、天下の織田軍に勝利したということで下人の雇い口は増え価値も高騰した。だがそれも長くは続かなかった。織田信長は天正9年（1581年）、4万4千余の軍勢で伊賀に攻め寄せた。伊賀者は老若男女関係なく討たれ、伊賀の国は壊滅。そこには安土城の信長の元へ単身忍び入り、「伊賀を滅ぼさねばおのれの命はない」と焚き付けた無門の策があった。

## 登場人物

### 伊賀方
無門（むもん）
百地家の下人。「その腕絶人の域」と評されている伊賀一の忍び。
下山平兵衛（しもやま へいべえ）
下山家の長男。わが子を殺されても平気でいる父を見て伊賀者の人情風俗に絶望し信雄に伊賀攻めを進言する。
百地三太夫（ももぢ さんだゆう）
伊賀の国喰代の地侍。十二家評定衆のひとり。
木猿（きさる）
百地家の下人。土遁の名手。元の主は柘植三郎左衛門。
文吾（ぶんご）
百地家の下人。後の石川五右衛門。
下山甲斐（しもやま かい）
伊賀の国上比奈知の地侍。平兵衛の父親。十二家評定衆のひとり。実は平兵衛を裏切らせるために彼の弟である自分の息子の暗殺を画策した。
下山次郎兵衛（しもやま じろべえ）
下山家の次男。
音羽半六（おとわ はんろく）
伊賀の国音羽の地侍。十二家評定衆のひとり。
鉄（てつ）
鍛冶の少年。百地家に関わる鉄砲以外の武具製造を一手に引き受けている。
お国（おくに）
無門の想い女。安芸の国の武家娘。無門にさらわれて伊賀に来たが「四十貫を稼げるようになるまでは夫婦の契りは結ばない」と無門を家から叩き出す。

### 織田方
織田信雄（おだ のぶかつ）
織田信長の次男。義父北畠具教を暗殺し伊勢を手中にする。有能とは言い難い人物であり、自身の非才に対する自覚と劣等感に苦しんでいる。
日置大膳（へき だいぜん）
信雄の家臣。六尺を超える偉丈夫で弓の名手。北畠具教の元家臣。具教の暗殺に加担させられたことなどから信雄と折り合いが悪い。
長野左京亮（ながの さきょうのすけ）
信雄の家臣。北畠具教の元家臣。背丈は五尺そこそこでありながら四尺余りの大太刀を扱う怪力の持ち主。
柘植三郎左衛門（つげ さぶろうざえもん）
信雄の家臣。棒手裏剣を操る。かつては十二家評定衆だった。
北畠具教（きたばたけ　とものり）
北畠家当主で、伊勢国司。
凛（りん）
北畠具教の六女で信雄の妻。

## 書誌情報
- 和田竜『忍びの国』新潮社
  - 2008年5月28日発売、ISBN 978-4-10-306881-5
- 同文庫版〈新潮文庫〉
  - 2011年3月1日発売、ISBN 978-4-10-134977-0
- 漫画版
  - 和田竜（原作）・坂ノ睦（作画）『忍びの国』小学館〈ゲッサン少年サンデーコミックス〉、全5巻。

1. 2009年12月12日発行 ISBN 978-4-09-122108-7
2. 2010年4月12日発行 ISBN 978-4-09-122237-4
3. 2010年9月10日発行 ISBN 978-4-09-122558-0
4. 2011年3月11日発行 ISBN 978-4-09-122739-3
5. 2017年6月17日発行 ISBN 978-4-09-127723-7

- 脚本
  - 2017年6月15日発売、ISBN 978-4-10-306884-6

## 映画
2017年7月1日公開。監督は中村義洋、主演は大野智。

### 制作
撮影は2016年7月4日から9月25日にかけて行われた。
原作小説の基になっている脚本は、映像にすると3時間半から4時間分ぐらいのボリュームだったため、登場人物やシーンを整理して2時間分におさめられた。
忍びのアクションは日本古来のものをもとにしながらも、ジークンドーやカリ、パルクールなど海外の武術やスポーツの要素も取り入れ、コミカルかつ自由さを感じられる撮り方に対して、織田軍は伝統的な殺陣をもとに時代劇の撮り方で重厚にと、描き方を両軍で変えている。
300手に及ぶアクションが続く決闘「川」のシーンは、1日約12時間、3日間連続で撮影された。平兵衛役の鈴木は約3か月、無門役の大野も1か月弱の練習期間を経て「川」のシーンに臨んだ。アクションは吹き替えのアクション部が準備されていたが、本人たちでほとんどができてしまい、完成した映画に使われたアクション部の吹き替えカットは1、2カットのみだったという。

### キャスト
- 無門 - 大野智
- お国 - 石原さとみ
- 下山平兵衛 - 鈴木亮平
- 織田信雄 - 知念侑李
- 長野左京亮 - マキタスポーツ
- 下山甲斐 - でんでん
- 下山次郎兵衛 - 満島真之介
- 音羽の半六 - きたろう
- 田屋掃部 - 少路勇介
- 森田浄雲 - 上田耕一
- 伝吾 - 小松利昌
- 利助 - 沖田裕樹
- 文蔵 - 宮本大誠
- ウズラ - 横井寛典
- ネズミ - 笹岡サスケ
- 百地家の下忍たち - オラキオ、青木崚、BOB、白神允、森本武晴、鶴亮、北和輝、赤川千尋、阪本竜太、神藤兼征
- 富岡忠兵衛 - 山田登是
- 滝野十郎吉政 - 古沢一郎
- 布生大膳 - 五位野隆雄
- 小泉左京 - 妹尾正文
- 中林忠明 - 芝本保美
- 家喜吉近 - 海宝弘之
- 植田光俊 - 鈴木将一朗
- 赤子の無門 - 上簗輝兼
- 子供の忍び - 富田海人、星島青空
- 子供の下忍たち - 小峰龍聖、寺嶋慎太朗、中田勇希、中村世渚、早坂颯樹、西本晴紀
- おとぎ峠の下忍一家 - 服部伸一郎、服部倫子、服部純平、服部謙信、中村有未、中村寛義、中村豪辰
- 三太夫の側近 - 永井裕久
- 滝野亀之助 - 古屋隆太
- 布生家の下忍 - 山根和馬
- 老忍 - 牧口元美、橋浦里英
- 廊下の下忍 - 松木研也、宮島三郎
- 下忍 - 保科光志
- 下山家の下忍たち - 三嶋亮太、飯野泰功、石田大智、鎌田有恒、若林秀敏、相樂孝仁
- 下忍たち - 保里ゴメス、栃原智、永尾麟ノ介、石垣まさき、冴羽一、川崎誠一郎、神蔵祐太、黒岩司、河津浩滉、大地泰仁、森圭佑、野中堅太、福田健人、一三、野沢大悟、中家伊章、藤井俊輔、酒井靖史、市原佳祐、バーガー長谷川、才川コージ
- 平楽寺の女たち - 黒木晴香、片岡春香、小野瀬侑子、竹内恵美
- 北畠凛 - 平祐奈
- 林豊前守 - 芦川誠
- 小滝新四郎 - 八城嵩司
- 大膳の側近 - 岡けんじ
- 大膳の弓持ち - 村上ヨウ
- 大膳の騎馬武者 - 田中良、野尻建、高野ひろき
- 門番 - 西本篤志
- 大膳の兵たち - 木村勇太、深谷心、遠藤嵩之、香川正樹、馬場哲男
- 丸山城の伊勢兵 - 半田浩平、大迫一平
- 天守の伊勢兵 - 山本修夢、大矢晃弘
- 峠の伊勢兵 - 坂田聡、今里真
- 家臣 - 杉山俊介、浦野博士
- 宿直 - 横山恒平、石井貴就
- 牢番足軽 - 木全隆浩
- 番卒 - 中川卓也
- 左京亮の側近たち - 横塚真之介
- 左京亮の騎馬武者たち - 井原多生、鈴木有史
- 供侍たち - 比佐仁、山下徳久、田中博士、藤岡信昭、中川和、成田研太郎
- 信雄の重臣たち - 岩本淳、河野達郎、大川ヒロキ、谷口公一、真島敏貴、大岩匡、児玉純一、濱田一也
- 信雄の家臣たち - 中野貴生、田口善央、岡田貴寛、井上龍真、河瀬俊久、守屋伸幸、尾崎泰弘、今井悠樹、蒼島えいすけ、伊藤翔
- 信雄の小姓 - 結城琳久也、榎太誠
- 信雄の馬廻衆 - 黒部弘康、日野誠二、清水秀則
- 凛の侍女 - 山本裕子
- ナレーション - 山﨑努
- 百地三太夫 - 立川談春
- 北畠具教 - 國村隼
- 日置大膳 - 伊勢谷友介

### スタッフ
- 原作・脚本 - 和田竜『忍びの国』（新潮文庫）
- 監督 - 中村義洋
- 音楽 - 髙見優
- 主題歌 - 嵐「つなぐ」（ジェイ・ストーム）
- 製作代表 - 吉田尚子、中村浩子、市川南、下田淳行、佐藤義比古、小玉滋彦、大村英治、弓矢政法、新開恒平、髙橋誠、浅井敬、植山信一、国貞泰生、荒波修、吉川英作、安部順一、榛葉英二、長瀬直之、徳光国弘、井戸義郎、鯉沼久史
- 企画・プロデュース - 平野隆
- エグゼクティブプロデューサー - 藤島ジュリーK.
- プロデューサー - 辻本珠子、原藤一輝、下田淳行、藤井和史
- 撮影 - 相馬大輔
- 照明 - 佐藤浩太
- Bキャメラ - 川島周
- 美術 - 清水剛
- 装飾 - 秋田谷宣博
- 衣装デザイン - 黒澤和子
- 衣装 - 大塚満
- ヘアメイク - 田中マリ子
- かつら - 濱中尋吉
- 録音 - 松本昇和
- 音響効果 - 伊藤瑞樹
- 編集 - 上野聡一（J.S.E.）
- スクリプター - 小林加苗
- VFXスーパーバイザー - 村上優悦
- VFXプロデューサー - 鹿角剛
- スタントコーディネーター - 吉田浩之
- スタントコーディネーター補 - 鈴村正樹
- 殺陣・所作 - 久世浩
- 特機・Cキャメラ - 奥田悟
- 助監督 - 佐和田恵
- キャスティング - 舟本佳子
- 制作担当 - 村松大輔、狭間聡司
- プロダクション統括 - 及川義幸
- アソシエイトプロデューサー - 小野原正大、大楠正吾
- タイトルデザイン - 赤松陽構造、 川口和子
- 音楽プロデューサー - 杉田寿宏
- 宣伝プロデューサー - 是枝宗男
- 企画協力 - 新潮社
- 宣伝協力 - 小学館『ゲッサン』
- 公認 - 日本忍者協議会
- 配給 - 東宝
- 制作プロダクション - ツインズジャパン
- 制作協力プロダクション - ジェイ・ストーム
- 製作幹事 - TBSテレビ
- 製作 - 映画『忍びの国』製作委員会（TBSテレビ、ジェイ・ストーム、東宝、ツインズジャパン、CBCテレビ、TCエンタテインメント、WOWOW、ジェイアール東日本企画、MBS、KDDI、TBSラジオ、RKB毎日放送、HBC、GYAO、日本出版販売、読売新聞、SBS、TBC東北放送、RCC、中日新聞、コーエーテクモゲームス）

### プレミア・映画祭・海外上映
- 日本国内：ジャパンプレミアをTOKYO DOME CITY HALLにて2017年5月31日に開催[13]。
- 上海：第20回上海国際映画祭 コンペティション部門 ジャッキー・チェン・アクション映画週間に出品・上映[14]。
- トロント：第6回トロント日本映画祭にて、クロージング･レセプション上映作品として2017年6月28日に上映[15]。
- ニューヨーク：JAPAN CUTS 2017にて、オープニング作品として2017年7月13日に上映[16]。
- モントリオール：第21回ファンタジア国際映画祭にて、2017年7月30日に上映[17]。
- フィリピン：SM Cinemaにて、2017年8月23日に公開[18]。
- マレーシア：Anime Film Festival Malaysia 2017にて、2017年8月25日～9月3日に上映[19]。また、GSC Moviesにて、2017年12月7日より公開[20]。
- ベトナム：Lotte Cinemaにて、2017年9月12日に公開[21][22]。
- オーストラリア：Japanese Film Festival Australia 2017にて、オープニング作品としてキャンベラほか5都市で2017年10月13日～11月23日に上映[23]。
- シンガポール：GV's Anime Fans' Screening 2017にて、2017年10月21日に上映[24]。
- インドネシア：Sajian 20 Film Jepang di JFF Jakarta 2017にて、2017年11月4日に上映[25][26]。また、CGVcinemas・Cinemaxxにて、2017年11月8日より公開[27][28]。
- カンボジア：Japanese Film Festival Cambodia 2017にて、2017年11月10日・12日に上映[29]。
- インド：Japanese Film Festival India 2017にて、2017年11月11日に上映[30]。
- 台湾：信義威秀影城ほか5劇場にて、2017年11月24日より公開[31]。
- ラオス：The 2nd Japanese Film Festivalにて、2017年12月16日～24日に上映[32]。
- ミャンマー：Japanese Film Festival Myanmar 2018にて、2018年1月21日と26日に上映[33]。
- タイ：Japanese Film Festival Thailand 2018にて、2018年2月4日～3月11日に上映[34]。
- イギリス：The Japan Foundation Touring Film Programme 2018 にて、2018年2月4日～3月25日に上映[35]。
- 北京：2018北京・日本映画週間にて、2018年4月15日、19日、22日に上映[36]。

### 全国公開・応援上映
2017年7月1日、全国333スクリーンで公開が開始された。公開初日にはTOHOシネマズ六本木ヒルズにて初日舞台挨拶が行われ、その模様は全国169劇場に同時生中継された。 7月2日にはTOHOシネマズ梅田にて公開記念舞台挨拶が、7月17日には札幌シネマフロンティアにて大ヒット御礼舞台挨拶が行われた。 また7月26日に新宿バルト9にて「忍ばないぜ！『忍びの国』無門応援上映」が実施されたのを皮切りに、全国47都道府県で応援上映が行なわれた。全国47都道府県で応援上映が実施された映画は『忍びの国』が初めてである。

### 興行成績
2017年7月1日-2日の初日2日間で興収4億8,500万円、動員40.5万人を記録。8月27日までで興行収入23億4879万円、動員188.6万人となった。その後もロングラン公開が続き、2017年末までの興行収入は25.1億円となった。

### Blu-ray / DVD
2018年2月2日発売。発売元・販売元はTCエンタテインメント。
- 忍びの国 通常版（1枚組）
  - バリアフリー日本語字幕、バリアフリー日本語音声ガイド付
  - 映像特典
    - 予告編+スポット集
- 忍びの国 通常版初回限定仕様（2枚組）
  - ディスク1：本編ディスク（通常版と共通）
  - ディスク2：特典DVD
    - 公開記念スペシャルナビWOWOW版 〜秘められた史実編〜
    - 大野智VS共演者スペシャル対談＜VS石原さとみ / VS鈴木亮平 / VS伊勢谷友介 / VS知念侑李 / VS立川談春＞
    - 侍VS忍び クイズ対決！＜マキタスポーツVS満島真之介＞
    - インタビュー集（主演：大野智 / 原作・脚本：和田竜 / 監督：中村義洋）
    - 大野智スペシャルインタビュー（インタビュアー： LiLiCo / 伊東楓〈TBSアナウンサー〉）

  - その他特典
    - 特製スリーブケース
- 忍びの国 豪華版メモリアルBOX（4枚組）
  - ディスク1：本編ディスク（通常版と共通）
  - ディスク2：特典DVD1（通常版初回限定仕様と共通）
  - ディスク3：特典DVD2
    - 蔵出し未公開シーン集
    - 撮影密着ドキュメンタリー
    - 舞台挨拶集

    1. 完成披露試写会 in 東京ドームシティホール
    2. 公開直前大ヒット祈願会見 in 浅草寺
    3. 初日舞台挨拶 1回目 & 2回目 in TOHOシネマズ六本木ヒルズ
    4. 大阪舞台挨拶 in TOHOシネマズ梅田
    5. 大ヒット御礼舞台挨拶 in 札幌シネマフロンティア+（秘）お忍び旅行

  - ディスク4：特典ディスク（Blu-ray版はBlu-ray、DVD版はDVDで収録）
    - ビジュアルコメンタリー（大野智×監督：中村義洋×MC:知念侑李）

  - 封入特典
    - ブックレット（36P）
    - 手裏剣ステッカー2枚セット

  - 初回限定特典
    - クリアポケット入り6連ポストカードセット

  - その他特典
    - 特製三方背アウターケース付きデジパック仕様

### テレビ放送
- 2018年5月19日（土）20:00 - 22:15にWOWOWにてテレビ初放送[47]。
- 2019年2月23日（土）18:30 - 20:40に時代劇専門チャンネルにてCS初放送[48]。
- 2019年4月2日（火）20:57 - 23:07にTBSにて地上波初放送された[49]。